# Deutzia cymuligera
Deutzia cymuligera är en hortensiaväxtart som beskrevs av S.M. Hwang. Deutzia cymuligera ingår i släktet deutzior, och familjen hortensiaväxter. Inga underarter finns listade i Catalogue of Life.